# Cololejeunea camilli
Cololejeunea camilli là một loài Rêu trong họ Lejeuneaceae. Loài này được (Lehm.) A. Evans mô tả khoa học đầu tiên năm 1912.